# 691
El 691 (DCXCI) fou un any comú començat en diumenge del calendari julià. L'ús del nom «691» per referir-se a aquest any es remunta a l'alta edat mitjana, quan el sistema Anno Domini esdevingué el mètode de numeració dels anys més comú a Europa.

## Esdeveniments
- Acaba la construcció de la Cúpula de la Roca.